# Basler Künstlergesellschaft
Die erste Basler Künstlergesellschaft (BKG) wurde informell 1812 in Basel gegründet. 1814 gab sie sich in den Statuten folgende Ziele: «Sich im freundschaftlichen Zirkel zu vereinigen, um sich miteinander hauptsächlich über Gegenstände der Kunst zu unterhalten. […] Aufmunterung des Kunst-Sinnes, Verbreitung des guten Geschmacks im Allgemeinen, Bekanntmachung der hiesigen Künstler und ihrer Arbeiten, gegenseitige Belehrung über Gegenstände der Kunst.»

## Geschichte

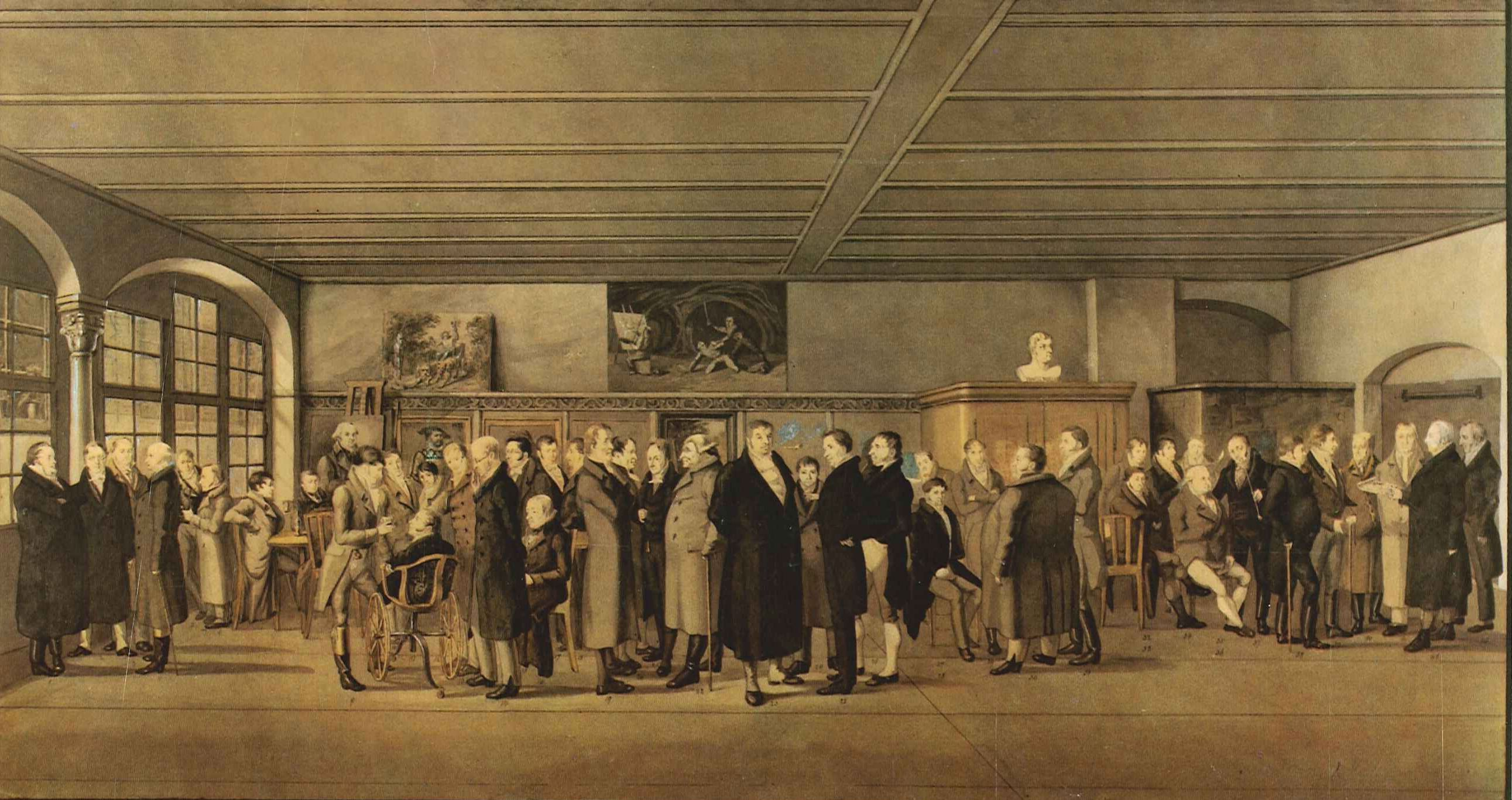
1818, Basler Künstlergesellschaft in der Stube der Himmelzunft. Gemalt von Hieronymus Hess

1898, Plakat von Emil Beurmann

1909, Plakat von Paul Kammüller

Zu den Gründungsmitgliedern der BKG gehörten ihr erster Präsident Peter Vischer-Passavant (1779–1851) und Marquard Wocher. Sie war Basels älteste organisierte Vereinigung, in der Künstler und Kunstfreunde zusammengeschlossen waren. In den politischen Wirren der 1830er Jahre verlor die BKG an Bedeutung. Viele Mitglieder verstarben, der Nachwuchs war rar, die Bedürfnisse veränderten sich, und so löste sich die Gesellschaft 1839 auf. Ihr Besitz ging an den 1839 gegründeten Basler Kunstverein über.
1842 gründete man zum zweiten Mal die BKG. Ihr Präsident war der Ratsherr und Geschäftsmann sowie kunstbegeisterte Dilettant Johann Jakob Im Hof-Forcart. Der neuen Künstlergesellschaft schlossen sich auch im Ausland niedergelassene Künstler an, wie 1856 der in Rom tätige Bildhauer Ferdinand Schlöth.
Zur Finanzierung eines langersehnten eigenen «Künstlerhauses» wurde die Basler Fährengesellschaft gegründet. Deren florierendes Verkehrsmittel verband Gross- und Kleinbasel. Dem Betriebsgesuch wurde stattgegeben, und Ende November des gleichen Jahres konnte die Harzgrabenfähre, wie die Verbindung nun offiziell hiess, den Betrieb aufnehmen. Das Fährschiff wurde auf den Namen «Rheinmücke» getauft. 1862 nahm die Künstlergesellschaft eine zweite Fährverbindung in Betrieb, die den Grossbasler Totentanz mit der Kleinbasler Kaserne verband, also die heutige Klingentalfähre. Wie erhofft rentierten die Fähren.
Da weder der Basler Kunstverein noch die BKG genügend Mitglieder hatten, um einzeln zu bestehen, kam es 1864 zur zweiten Fusion. Das Vermögen aus den erwirtschafteten Fährenerträgen floss in die Kasse des Kunstvereins. Mit dessen Gewinn wurde am Steinenberg die von Johann Jakob Stehlin entworfene Kunsthalle gebaut und 1872 eröffnet.
Johann Jakob Im Hof übernahm das Präsidium des Kunstvereins und wurde zum legendären Führer in eine neue, kunstfreundlichere Basler Kunstära. Um die Jahrhundertwende und bis der Basler Kunstverein eine auf die Pflege zeitgenössischer Kunst ausgerichtete Ausstellungstätigkeit entfaltete, war es die Künstlergesellschaft, in der sich die profilierten Künstler sammelten.
Im Hof und die BKG setzten sich dafür ein, dass das St. Jakobs-Denkmal sowie das Hebel-Denkmal realisiert werden konnten. Zudem prägten die Künstler aus der BKG mit wichtigen Werken, wie der Bemalung des Rathauses und den Fresken in der Hauptpost, den öffentlichen und halböffentlichen Raum Basels.
Den Künstlermitgliedern des Vereins fiel es auf die Dauer schwer, das Übergewicht der Laien in Vorstand und Geschäftsführung zu akzeptieren. So kam es 1888, hauptsächlich auf Betreiben von Hans Sandreuter, zur dritten Neugründung der BKG, die bis heute besteht. Ihren Sitz hatte die BKG im Untergeschoss der Lesegesellschaft im sogenannten «Kunstloch», wo auch die Kunst-Ausstellungen ihrer Mitglieder stattfanden. Sandreuter war von 1888 bis 1894 deren Präsident. Ebenso führten Wilhelm Balmer, Emil Beurmann, Emil Schill, Burkhard Mangold und der Kunstmaler und Lehrer Albrecht Mayer bis in die 1920er-Jahre das Präsidium. Von 1952 bis 1962 war Fritz Ryser der Präsident der Basler Künstlergesellschaft.
Als prominente auswärtige Mitglieder traten Cuno Amiet, Max Buri und Giovanni Giacometti der BKG bei. Fast alle der damals modernen Basler Künstler waren Mitglied.
Die Mitgliedschaft stand nicht nur bildenden Künstlern offen, sondern es wurden auch Dichter und komponierende Musiker aufgenommen. 1910 drängten jüngere Künstler nach vorn, die sich wie selbstverständlich der gewerkschaftlicher organisierten, 1865 gegründeten GSMBA anschlossen und so im Kunstverein auch die grosse Wende zur Öffnung gegen die Moderne mitbeförderten.
Aus Anlass des 200-jährigen Bestehens der Basler Künstlergesellschaft wurde 2014 in der Universitätsbibliothek Basel eine Ausstellung zu ihrer Geschichte veranstaltet.
Heute zählt die BKG rund 60 Aktiv- und 100 Passiv- bzw. Gönnermitglieder. Ihr Zweck ist die Förderung und Vermittlung der bildenden Kunst, mit Schwergewicht auf dem zeitgenössischen Schaffen. Sie bietet wie schon zu Beginn eine Plattform für Kontakte zwischen Kunstschaffenden aller Sparten und Kunstliebhabern. Die gemeinsamen Jahresessen, Ausflüge und Führungen sowie Atelierbesuche sollen den Austausch zwischen den Aktiven und den passiven Mitgliedern fördern.